# Joeri Clauwaert
Joeri Clauwaert (* 3. Juli 1983 in Gent) ist ein ehemaliger belgischer Straßenradrennfahrer.

## Sportliche Laufbahn
Joeri Clauwaert gewann 2006 eine Etappe bei den Tweedaagse van de Gaverstreek. Ende der Saison fuhr er dann für das belgische Professional Continental Team Landbouwkrediet-Colnago als Stagiaire, bekam dort jedoch keinen Profivertrag für die folgende Saison. 2008 gewann er erneut ein Teilstück bei den Tweedaagse van de Gaverstreek, die U23-Austragung des Frühjahrsklassikers Omloop Het Nieuwsblad und den Grote Prijs Stad Geel. Im Jahr darauf gewann er den Memorial Noël Soetaert und das Straßenrennen der Provinzialmeisterschaft Oost-Vlaanderen. Bei der Tour de Gironde wurde er Fünfter der Gesamtwertung. 2012 beendete er seine Radsportlaufbahn.

## Erfolge
2008
- Omloop Het Nieuwsblad (U23)

## Teams
- 2006 Landbouwkrediet-Colnago (Stagiaire)
- 2012 Soenens-Contrukt Glas Cycling Team